# Ringe
Ringe es una localidad danesa en la región central de Fionia. Es la capital del municipio de Faaborg-Midtfyn, en la región de Dinamarca Meridional. En 2013 tiene 5.584 habitantes.

## Historia

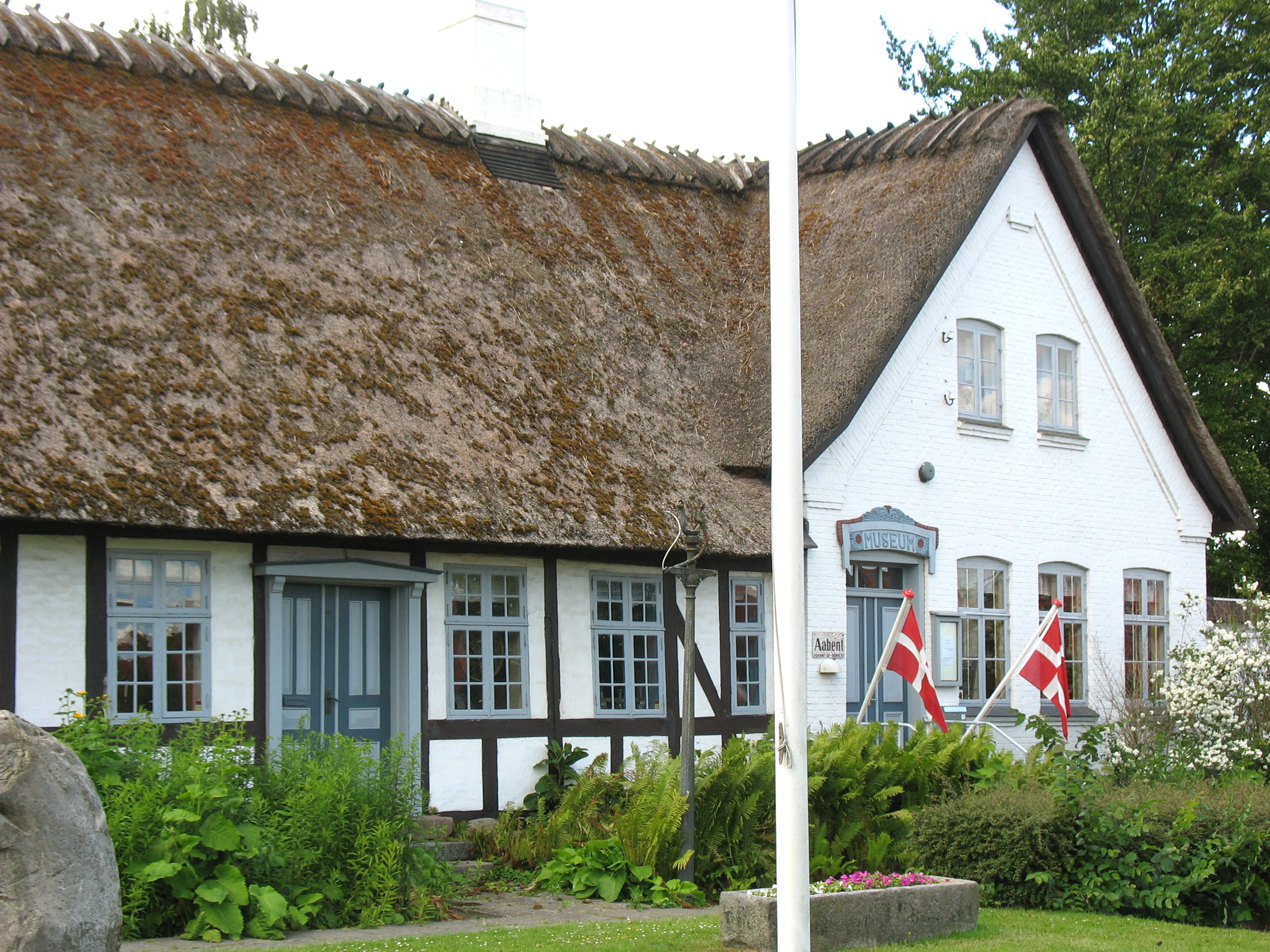
Museo de Ringe

La localidad es mencionada desde 1372 como Rædhing, de significado dudoso. Fue un pequeño poblado hasta el siglo XIX, cuando se convirtió en un nudo ferroviario. En Ringe convergían las líneas Odense-Svendborg (1876), Ringe-Faaborg (1882) y Ringe-Nyborg (1897). Actualmente sólo continúa en servicio la primera línea, conocida como Svendborgbanen.
El municipio de Ringe fue creado en 1970 y desapareció en 2007 cuando se fusionó con varios municipios más para crear el actual municipio de Faaborg-Midtfyn, del que Ringe fue elegida capital.
Entre 1976 y 2003 Ringe fue la sede del Festival de Midtfyn (Midtfyns Festivalen), un evento musical anual que reunía estrellas internacionales de la música y que se contaba entre los mayores de Europa del Norte.

## Cultura
El principal edificio de Ringe es su iglesia. Ésta fue originalmente una iglesia románica de 1125 pero fue remodelada durante los siglos XVII y XVIII.
La casa más antigua, de principios del siglo XVIII, está hoy ocupada por el Museo de Ringe. Construida con entramado de madera y techo vegetal, es uno de los últimos vestigios del pasado rural de Ringe. Fue la primera escuela de la localidad y desde 1923 fue convertida en museo cultural e histórico.